# حزب ملی‌گرای باسک

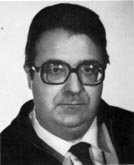
عکس مدیر حزب ملی‌گرای باسک

حزب ملی باسک یکی از حزب‌های ملی سرزمین باسک است. تا سال ۲۰۰۷ این حزب، بزرگ‌ترین حزب سیاسی باسک محسوب می‌شود. این حزب استقلال و خودمختاری بیشتری برای سرزمین باسک، در اسپانیا قائل است.